# Il giardino di Elizabeth
Il giardino di Elizabeth (Elizabeth and Her German Garden) è un romanzo di ispirazione autobiografica della scrittrice britannica Elizabeth von Arnim, pubblicato nella prima edizione in lingua inglese nel 1898 con lo pseudonimo di Elizabeth, senza cognome.

## Genesi del romanzo
Il giardino di Elizabeth fu ispirato dall'amore per la residenza di Nassenheide in Pomerania (oggi Rzędziny, Polonia) dove Elizabeth von Arnim si trasferì nel 1897 con il primo marito, il conte tedesco Henning August von Arnim-Schlagenthin. Il romanzo fu pubblicato l'anno successivo ed ebbe un successo clamoroso (ben 21 edizioni nel 1899), tanto che da allora l'autrice firmò la maggior parte delle opere successive con la dicitura «by the author of "Elizabeth and her German garden"».

## Trama
Il romanzo è sotto forma di un diario tenuto in prima persona, dal 7 maggio al 18 aprile dell'anno seguente, da una signora inglese sposata a un nobile prussiano. Dopo cinque anni di matrimonio e la nascita di tre figlie, da lei chiamate in base al mese di nascita, la donna è scontenta della grande e caotica città nella quale abitano e, desiderosa di solitudine, rivela al marito di volersi trasferire in Pomerania nell'isolata tenuta familiare. Con l'approvazione del suo indulgente marito, da lei chiamato tuttavia "Uomo della collera", la donna si dedica alla ristrutturazione dell'enorme abitazione e soprattutto del giardino che la circonda. La pace e la bellezza del luogo l'appassionano ogni giorno di più, sebbene dapprima i familiari non siano lieti dei nuovi interessi della donna: 
(Il giardino di Elizabeth, traduzione di Graziella Bianchi Baldizzone, Torino: Bollati Boringhieri, 1993, ISBN 88-339-0491-1)
In realtà Elizabeth preferisce vivere da sola:
(Il giardino di Elizabeth, traduzione di Graziella Bianchi Baldizzone, Torino: Bollati Boringhieri, 1993, ISBN 88-339-0491-1)